# Rieden (Starnberg)
Rieden ist ein zur oberbayerischen Kreisstadt Starnberg gehöriger Weiler. Die Ansiedlung besteht aus einem Gutshof, dessen Fluren seit 1991 als Golfplatz genutzt werden.

## Lage

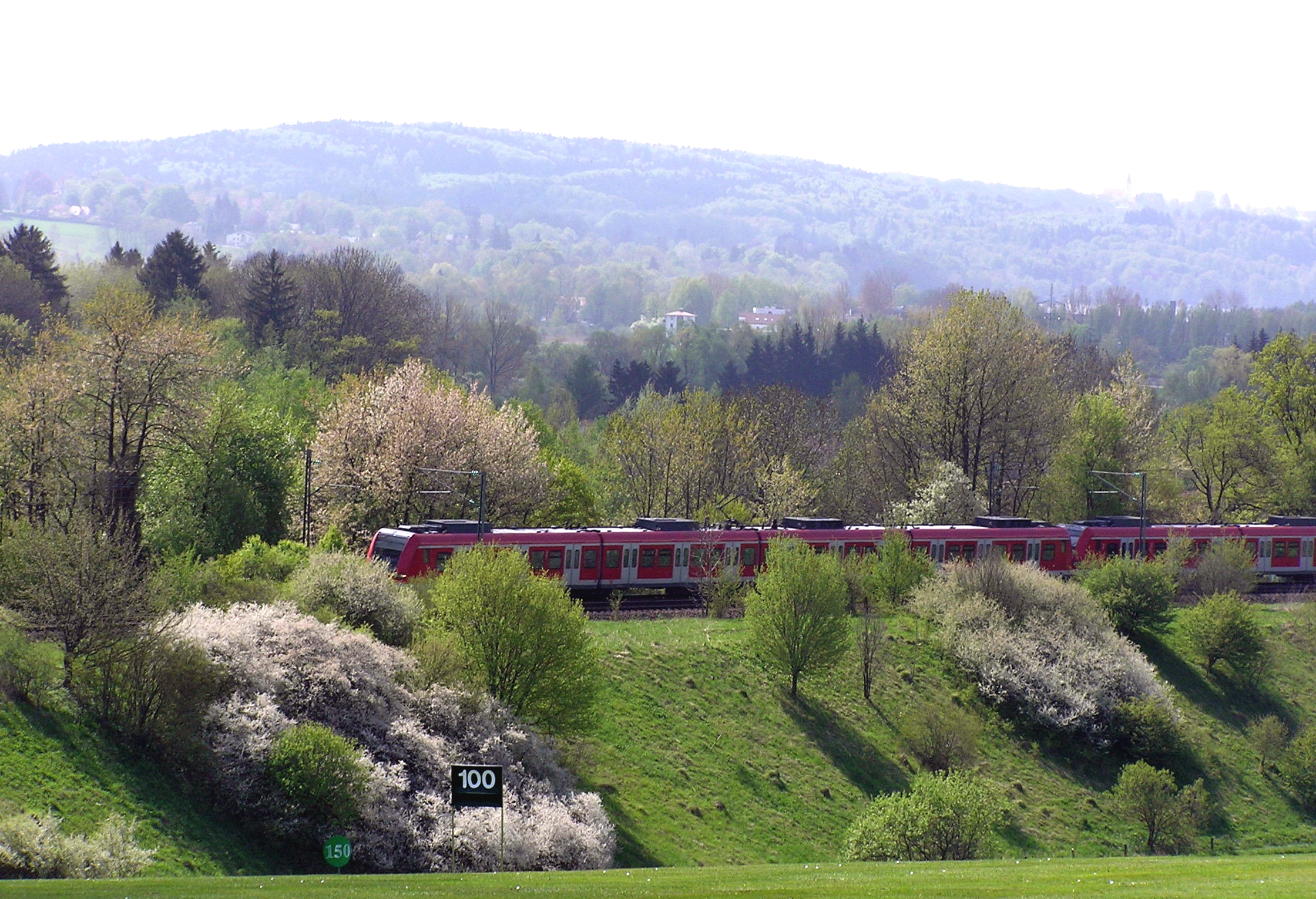
Das Eisenbahnfeld unterhalb des Gutshauses in Rieden

Das unter Denkmalschutz stehende Gutshaus liegt auf einer Höhe von 633 m ü. NHN auf einem Plateau der Endmoräne am westlichen Hochufer der Würm. Die Ländereien des Gutes reichen von dort bis ins Mühlthal und ins Leutstettener Moos, einer Verlandungszone am Abfluss des Starnberger Sees.
Rieden ist von Starnberg über eine Ortsstraße und über die durch das Mühlthal verlaufende Staatsstraße 2063 zu erreichen.
Die zum Weiler gehörigen Fluren liegen im Landschaftsschutzgebiet Würmtal, Teile davon im Naturschutzgebiet Leutstettener Moos und weitere Teile im FFH-Gebiet Moore und Wälder der Endmoräne bei Starnberg.

## Geschichte
Der Weiler Rieden wird unter dem Namen „Riodun“ – der auf Rodung zurückzuführen ist – in den Traditionen des Hochstifts Freising aus den Jahren 887 bis 895 erstmals schriftlich erwähnt. Er zählt damit zu den ältesten Siedlungen der Starnberger Gegend. Aus dem Herzogsurbar von 1280 geht hervor, dass es dort drei Höfe gab, die sich im Besitz der Wittelsbacher befanden. Nach dem Tode des Herzogs Ludwig dem Strengen fielen sie als Witwengut an dessen dritte Ehefrau, die sie 1297 dem Kloster Fürstenfeld schenkte. Zur Arrondierung der Güter tauschte Fürstenfeld am 31. Mai 1389 seinen gesamten Besitz in Rieden gegen Höfe des Klosters Schäftlarn. Von diesem ging Rieden im Zuge der Säkularisation 1803 mit einer Flurgröße von 183 Hektar in den Besitz des Kurfürstentums Bayern über.
Aus den Aufzeichnungen des Klosters über die Riedener Höfe ist zu entnehmen, dass es dort bezüglich seiner Lehensnehmer eine erstaunliche Beständigkeit gab. Im 19. Jahrhundert hingegen kam es zu häufigen Besitzerwechseln, die den Wert der Höfe schmälerten. Außerdem erfuhr die Bewirtschaftung der Felder ab 1854 durch den Bau der Bahnlinie München–Starnberg eine erhebliche Beeinträchtigung. Die Trasse, die später bis Garmisch-Partenkirchen verlängert wurde, unterbricht die alten Wege und teilt die Fluren des Weilers in zwei Hälften. Der Bau einer Brücke über die Bahnlinie konnte das Problem nur teilweise beheben.
1904 kam Rieden erneut in den Besitz eines Mitglieds der Wittelsbacher Dynastie. Prinz Ludwig von Bayern, der spätere König Ludwig III., hatte das naheliegende Schloss Leutstetten erworben und zu seinem Wohnsitz gemacht. Seit seiner Studienzeit galt sein besonderes Interesse der Förderung der Landwirtschaft. Aufgrund der Größe der vorhandenen Ländereien hatte er hier die Möglichkeit, ein Mustergut zu errichten, in dem alle Fortschritte seiner Zeit zur Anwendung kamen. Im hinzugekauften Rieden wurden die Gebäude der alten Höfe abgerissen und ein Gutshaus im Stil eines oberbayerischen Bauernhauses mit Fernsicht auf das Leutstettener Moos und den Starnberger See erbaut. Die neu errichteten Ställe waren im Hinblick auf eine TBC-freie Rinderzucht und eine ertragreiche Milchwirtschaft beispielhaft. Bei der Münchner Hofgesellschaft, die dafür wenig Verständnis hatte, brachte ihm dies den despektierlichen Titel „Millibauer“ (hochdeutsch: Milchbauer) ein.
Seine Nachkommen ließen Gut Rieden, wie der Weiler nun hieß, bis 1978 bewirtschaften. Darauf folgte der Verkauf an eine Familie, die das Gut noch weitere zehn Jahre als Landwirtschaft betrieb und dann in einen 18-Loch-Golfplatz umwandelte. Seit dem Herbst 1991 dienen die weiträumigen Fluren des ehemaligen Musterguts den sportlichen Aktivitäten der Golfliebhaber.

## Sehenswürdigkeiten

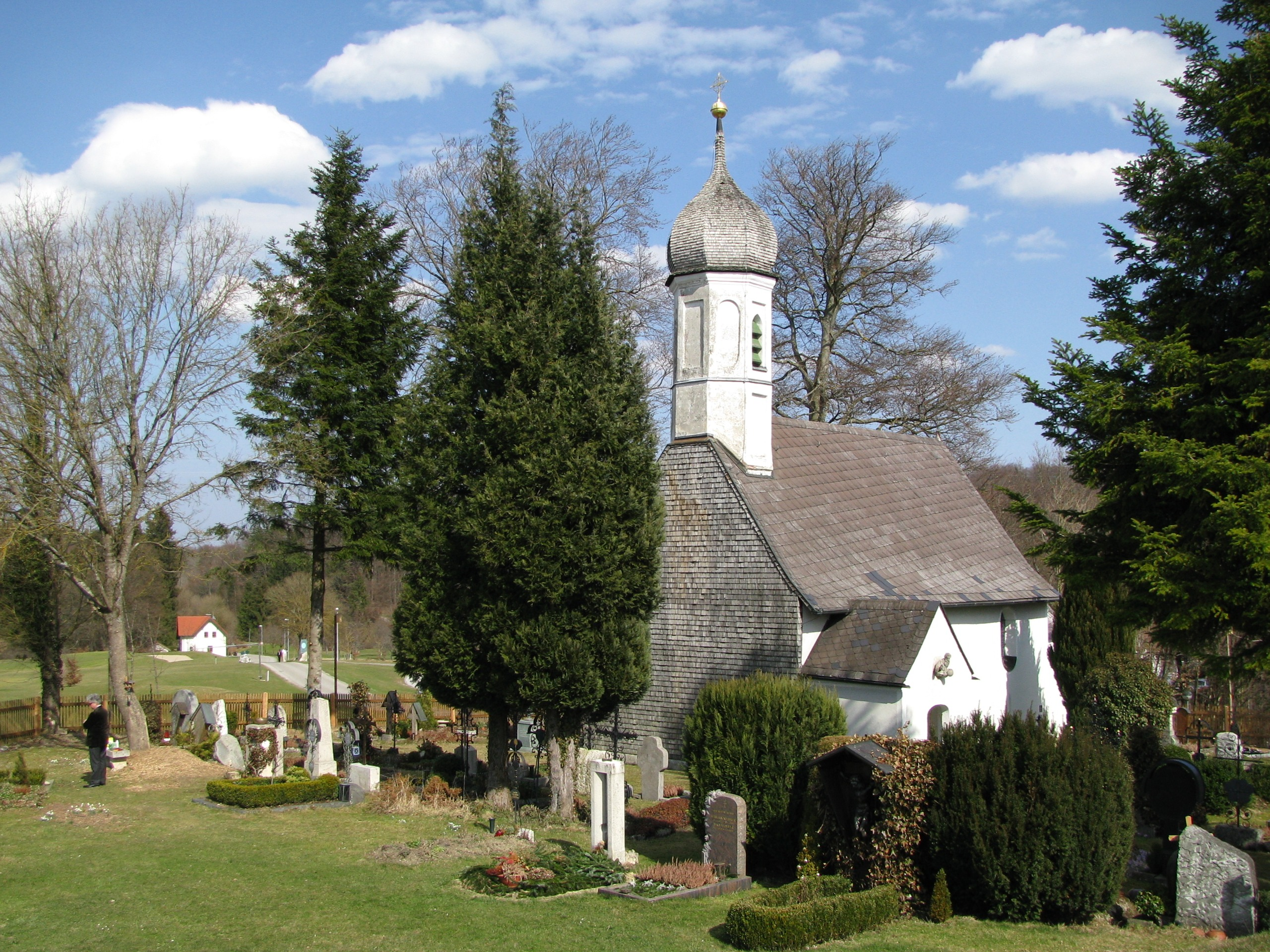
St. Peter und Paul in Rieden

St. Peter und Paul, die denkmalgeschützte kleine Kirche und ihr Friedhof mit Grabstätten von Bürgern Riedens, Angehörigen des Hochadels und Wissenschaftlern.